# 维基维基穿梭巴士

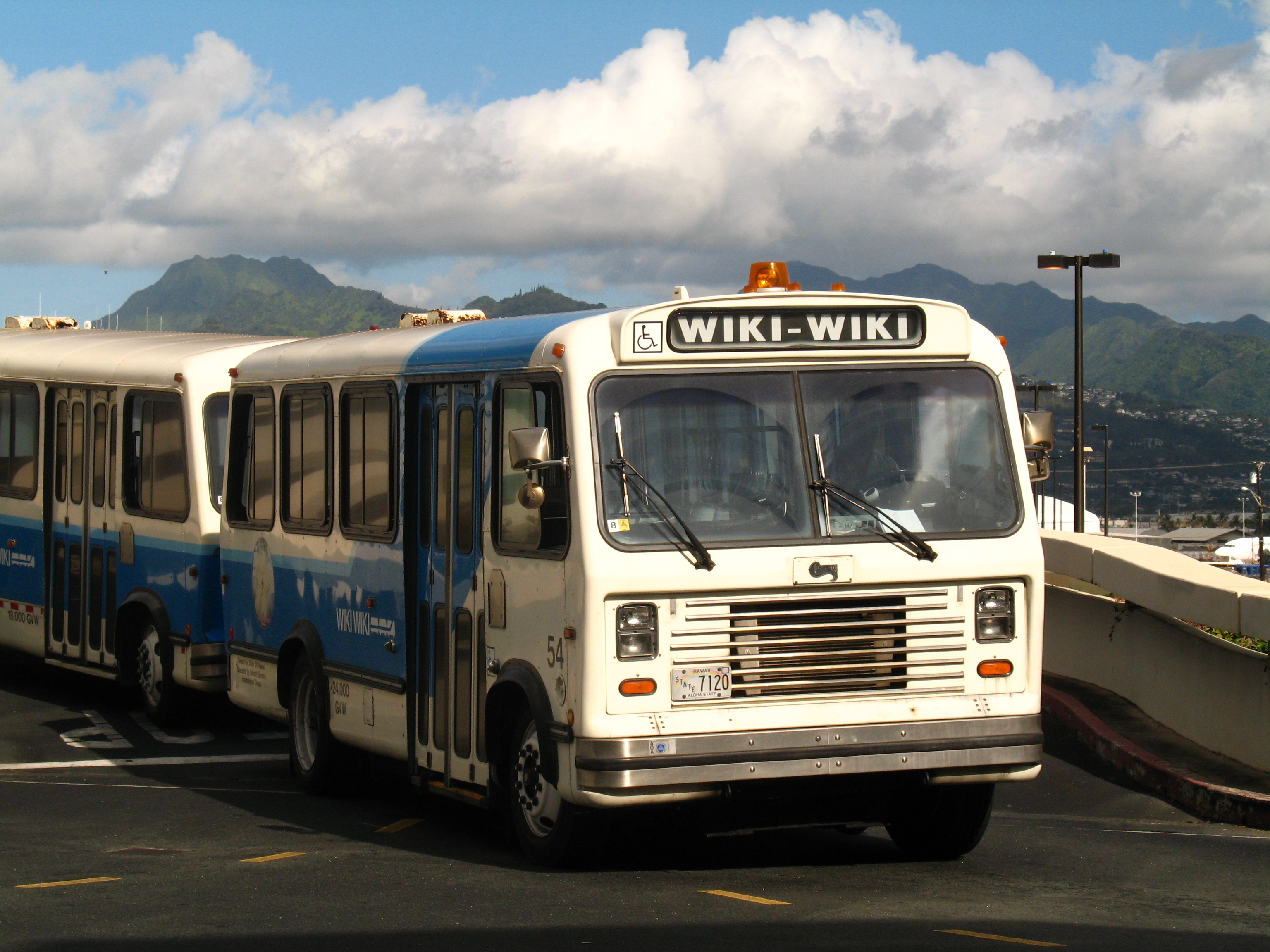
前Chance RT-52车型的维基维基巴士

维基维基穿梭巴士（英語：Wiki Wiki Shuttle，简作维基维基巴士）是一个运行于美国夏威夷州火奴鲁鲁（檀香山）丹尼爾·井上國際機場的免费穿梭巴士系统，在机场的各个航站楼之间载运乘客和行李货物。运行时间为当地时间（UTC-10）6:00-22:00。
自1970年代投入运营以来，它是许多国际旅客（降落在主航站楼中央以外的为主）初到夏威夷后乘坐的第一部交通工具，同时又有着朗朗上口的名字和独特的乘坐体验，因而成为了能够代表机场的象征性事物。
在夏威夷语中，wiki一词有“快速、迅捷”的意思，而程序员沃德·坎宁安正是受这个冠名了巴士系统的词语所启发，在1994年将他使用了新技术的网站命名为WikiWikiWeb。

## 减量运营

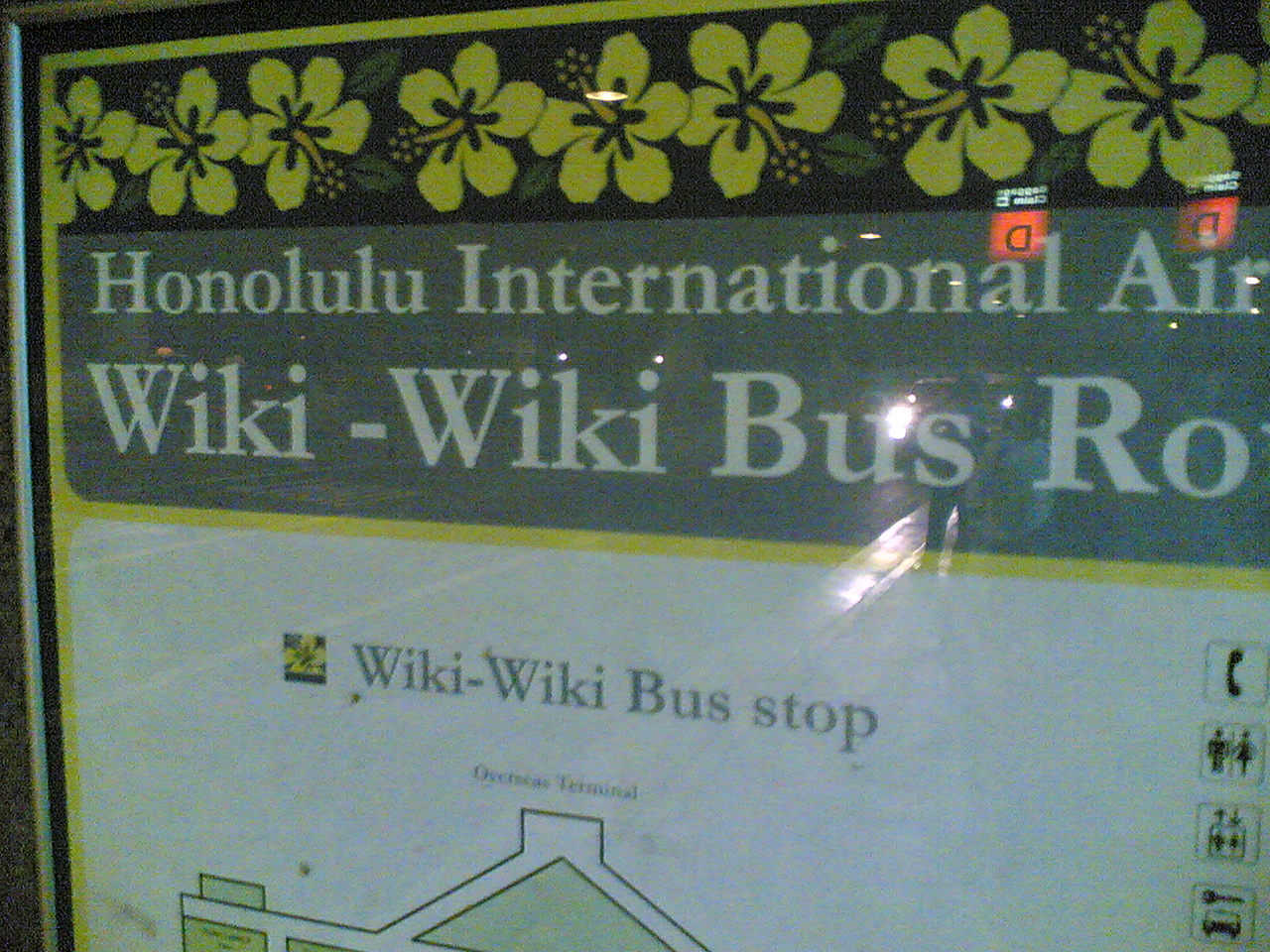
2001年维基维基巴士的站牌

自2007年，机场运营方开始尝试减少对这一巴士系统的依赖，虽然自它诞生伊始便只是作为“过渡方案”维持航站楼间的交通通行的。然而，一“过”便是30年，乘客们也经常抱怨上下巴士落差大又没有无障碍设施、车辆老旧又很慢、没有空调而时常得在闷热的车厢里感受热带气候。而另一边，正如一些报导透露的那样，更大的负担在于这些沉重的巴士在引擎驱动下一次又一次地驶过航站楼内部无疑对建筑结构造成了很大压力，积累下很可能导致安全隐患。
在2007年11月，当地媒体有报导称机场的穿梭巴士将被新建的带空调连廊步道所代替。步道的一期工程于2009年10月竣工，从此旅客们除了到室外搭乘维基维基巴士之外又有了在室内的传送带上前往其它航站楼的新选择。
维基维基巴士的运营原由空服国际（the Aircraft Services International Group）负责。2009年4月，机场方面根据新签署的合同将运营权转交罗伯茨旅汽（夏威夷），而标志性的印有车辆番号“WikiWiki shuttle”（维基维基穿梭巴士）的车顶标牌则换为了“HNL shuttle”（火奴鲁鲁穿梭巴士）。
至2013年，该巴士系统仍然活跃（或者可能是经历了一次复兴），承担着机场的一定客流，但显然由于2010年末投入使用的机场步道早已成为机场航站楼之间的重要通道，在两者之间选择乘坐维基维基巴士的国际旅客人数相比机场只有维基维基巴士时少了许多。尽管如此，还是有新车型的巴士为维基维基巴士车队注入新鲜血液，而且相比以前，在巴士上和机场中，甚至可以找到更多的“维基维基”，它已经是机场文化中不可或缺的一部分了
。